# Grzybowo (Kronowo)
Grzybowo (niem Grzybowen, 1929–1945 Birkensee) – przysiółek wsi Kronowo, w Polsce, w województwie warmińsko-mazurskim, w powiecie giżyckim, w gminie Ryn.
W latach 1975–1998 miejscowość należała administracyjnie do województwa suwalskiego.
Wieś położona jest na południowo-zachodnim brzegu Jez. Dejguny. Dojazd do wsi drogą gruntową od asfaltowej drogi Sterławki Wielkie – Kronowo w prawo wzdłuż skraju lasu. Przez Grzybowo przebiega jeden z dojazdów na półwysep Jez. Dejguny o nazwie Lisi Ogon (znajduje się tam pole namiotowe).
Pierwsza wzmianka o wsi z 1440 znana jest z przywileju prokuratora kętrzyńskiego Heidchena von Meylen.
Przed 1945 właścicielem majątku ziemskiego w Grzybowie była rodzina von Bock. W 1945 był tu majątek ziemski należący do Klucza Państwowych Nieruchomości Ziemskich w Głąbowie. Majątki te nadzorowane były przez Urząd Nieruchomości Ziemskich w Giżycku. Pierwszym rządcą w Grzybowie Był Adam Astromowicz (prawdziwe nazwisko Emeryk Węcławowicz, żołnierz AK – wileńskiej XIII Brygady „Nietoperza”). Astromowicz w październiku 1945 przeszedł na administratora majątku w Głąbowie. Jesienią w majątku były dwa konie i 35 krów. Następnym rzadcą w Grzybowie był Anicet Mackiewicz. W 1949 powstał tu PGR. PGR został rozparcelowany po 1956. Pod koniec XX w. w Grzybowie powstała wieś letniskowa. W Grzybowie zachował się dwór użytkowany przez kilka rodzin.
W niewielkim lasku, który znajduje się przy drodze wjazdowej do wsi, usytuowany jest opuszczony i zdewastowany cmentarz, najprawdopodobniej należący niegdyś do właścicieli majątku. Na nielicznych zachowanych tablicach nagrobnych znajdują się słabo widoczne imiona i nazwiska pochowanych w nich zmarłych.
Grzybowo przed 1945 należało do parafii luterańskiej, a od 1945 katolickiej w Starławkach Wielkich.

## Inne warianty nazewnicze miejscowości
- Historyczna nazwa miejscowości Grzybowen został zastąpiona w roku 1929 nazwą Birkensee
- Od 1945 Grzybowo
- Grzybowen[3]